# Pesem za vilo
Pesem za vilo je kratka sodobna pravljica, delo Cvetka Bevc, ilustracija Andreja Peklar. Izdano je bilo leta 2009 pri založbi Vodnikova založba (DSKG).

## Življenje
Cvetka Bevc je rojena 29. oktobra 1960 v Slovenj Gradcu.
Napisala je okoli trideset radijskih iger za odrasle in otroke, sodelovala z Radiom Ljubljana, Maribor, Trst in Zagreb. Je članica uredništva revije Poetikom; živi in ustvarja v Ljubljani.

## Vsebina
Pravljica govori o dečku Mihu in deklici Marinki, ki sta bila na počitnicah pri dedku in babici. Le ta sta vnukoma pripovedovala zgodbo o vodni vili; namreč, da vila vsako poletje kliče, da bi jo kdo rešil iz ujetništva rečnega duha. Miha in Marinka sta na vse načine hotela priklicati dobro vilo. Ker sta vztrajala, sta vendarle le dosegla, da se je vila prikazala.
Glavni lik te zgodbe je vodna vila, ki živi v ujetništvu rečnega duha. Rešijo jo lahko samo otroci, če znajo zaigrati pravo pesem na staro glasbilo.
- Vodna vila - glavi lik, ujetnica rečnega duha
- Mihec – vnuk dedka Martina
- Marinka – vnukinja babice Jerice
- dedek Martin
- babica Jerica
- rečni duh